# Iglesia de Nuestra Señora de la Asunción (La Rambla)
La iglesia de Nuestra Señora de la Asunción es una iglesia ubicada en el municipio español de La Rambla, en la provincia de Córdoba. Desde 2003 cuenta con el estatus de bien de interés cultural.

## Descripción
La iglesia, de origen medieval, a lo largo de su historia ha sufrido reconstrucciones sucesivas que han modificado su fábrica. Tras los destrozos causados en 1483 por la incursión del rey granadino Boabdil se rehízo su edificación en tiempos de los Reyes Católicos, configurándose entonces como una iglesia de cinco naves. Esta obra se concluyó hacia 1530 con la construcción de la portada plateresca, obra de Hernán Ruiz I. Dicha portada presenta caracteres góticos en los potentes machones que la encuadran, aunque los rasgos platerescos destacan en ella dando lugar a una composición decorada con pilastras y balaustres en los dos cuerpos que la conforman. Toda la ornamentación sigue los cánones del primer Renacimiento español, con grutesco que otorga un suntuoso aspecto decorativo al conjunto. En 1788 el inmueble se volvió a reconstruir estando finalizadas las obras en 1799. Estas reformas conforman un templo neoclásico con resabios barrocos que conserva algunos elementos anteriores a su reedificación y que vienen a completar el valor histórico artístico del inmueble.
El 27 de mayo de 2003 fue declarado Bien de Interés Cultural, con categoría de monumento, a través de un decreto publicado el 16 de junio de ese mismo año en el Boletín Oficial de la Junta de Andalucía.